# Geographisches Statistisch-Topographisches Lexikon von Franken
Das Geographische, Statistisch-Topographische Lexikon von Franken ist ein von Johann Kaspar Bundschuh herausgegebenes sechsbändiges Lexikon, das von 1799 bis 1804 erschienen ist. Der vollständige Titel lautet: Geographisches, Statistisch-Topographisches Lexikon von Franken oder vollständige alphabetische Beschreibung aller im ganzen Fränkischen Kreis liegenden Städte, Klöster, Schlösser, Dörfer, Flekken, Höfe, Berge, Thäler, Flüsse, Seen, merkwürdiger Gegenden u. s. w. mit genauer Anzeige von deren Ursprung, ehemaligen und jezigen Besitzern, Lage, Anzahl und Nahrung der Einwohner, Manufakturen, Fabriken, Viehstand, merkwürdigen Gebäuden, neuen Anstalten, vornehmsten Merkwürdigkeiten etc. etc. Hauptverfasser war Johann Kaspar Bundschuh, der von zahlreichen Mitverfassern unterstützt wurde.

## Werkbeschreibung
Das Werk bietet neben einem Vorwort eine alphabetische Liste der Toponyme. Dem sechsten Band sind Berichtigungen und Ergänzungen der vorhergehenden Artikel und ein Register beigefügt. Außer dem Versuch einer Historisch-Topographisch-Statistischen Beschreibung der unmittelbaren freyen Reichs-Ritterschaft in Franken, der sich im 4. Band befindet, hat das Lexikon keinen systematischen Teil.
Bundschuhs Lexikon ist nach der 1648 erstmals erschienenen Topographia Franconiae von Matthias Merian und des 1747 erschienenen Lexicon Topographicum des Fränkischen Craises die dritte Beschreibung des gesamten Fränkischen Reichskreises. Andere Ortslexika beschränkten sich auf die Beschreibung einzelner Herrschaftsbereiche (Fürstentum Ansbach, Hochstift Bamberg etc.). Entgegen seinem Titel bietet das Lexikon nur bezüglich der Ortschaften eine annähernd vollständige Beschreibung. Sämtliche Artikel sind unsystematisch gehalten. Meistens enthalten sie Angaben zur politischen Verwaltung, die oft aber unvollständig sind. Teilweise werden anstatt der preußischen Verwaltungseinheiten die zu dieser Zeit schon obsoleten Verwaltungseinheiten des Heiligen Römischen Reiches angegeben. In nur wenigen Artikeln befinden sich Zusatzinformationen aus den Bereichen Geschichte und Ökonomie. Genaue Quellenangaben fehlen meistens. Besonders auffällig ist, dass die Toponyme aus den katholischen Herrschaftsbereichen meist viel ausführlicher behandelt werden.
Die statistischen Angaben zu den Orten des ehemaligen Fürstentums Ansbach wie auch die Ortsbezeichnungen sind vom 1790 erschienenen Werk Statistische und topographische Beschreibung [...] des Fürstentums Brandenburg-Anspach. Zweyter Theil. unverändert übernommen worden. Einige Lemmata wurden unverändert vom Lexicon Topographicum des Fränkischen Craises übernommen.
Im Projekt Topographia Franconiae der Universität Würzburg ist u. a. auch Bundschuhs Lexikon durch ein Ortsregister erschlossen. Hier ist zu beachten, dass nur die heute amtlich benannten Gemeindeteile verlinkt sind. Darüber hinaus fehlt in einigen Fällen bei amtlich benannten Gemeindeteilen die Verlinkung zu den entsprechenden Artikeln dieses Lexikons.

## Quelle
- Johann Kaspar Bundschuh: Geographisches, Statistisch-Topographisches Lexikon von Franken. 6 Bände. In: VD 18 digital - Verzeichnis der im deutschen Sprachraum erschienenen Drucke des 18. Jahrhunderts der Bayerischen Staatsbibliothek. Band 1. Verlag der Stettinischen Buchhandlung, Ulm 1799 (mdz-nbn-resolving.de).
- Johann Kaspar Bundschuh: Geographisches, Statistisch-Topographisches Lexikon von Franken. 6 Bände. In: VD 18 digital - Verzeichnis der im deutschen Sprachraum erschienenen Drucke des 18. Jahrhunderts der Bayerischen Staatsbibliothek. Band 2. Verlag der Stettinischen Buchhandlung, Ulm 1799 (mdz-nbn-resolving.de).
- Johann Kaspar Bundschuh: Geographisches, Statistisch-Topographisches Lexikon von Franken. 6 Bände. In: VD 18 digital - Verzeichnis der im deutschen Sprachraum erschienenen Drucke des 18. Jahrhunderts der Bayerischen Staatsbibliothek. Band 3. Verlag der Stettinischen Buchhandlung, Ulm 1799 (mdz-nbn-resolving.de).
- Johann Kaspar Bundschuh: Geographisches, Statistisch-Topographisches Lexikon von Franken. 6 Bände. In: VD 18 digital - Verzeichnis der im deutschen Sprachraum erschienenen Drucke des 18. Jahrhunderts der Bayerischen Staatsbibliothek. Band 4. Verlag der Stettinischen Buchhandlung, Ulm 1799 (mdz-nbn-resolving.de).
- Johann Kaspar Bundschuh: Geographisches, Statistisch-Topographisches Lexikon von Franken. 6 Bände. In: VD 18 digital - Verzeichnis der im deutschen Sprachraum erschienenen Drucke des 18. Jahrhunderts der Bayerischen Staatsbibliothek. Band 5. Verlag der Stettinischen Buchhandlung, Ulm 1799 (mdz-nbn-resolving.de).
- Johann Kaspar Bundschuh: Geographisches, Statistisch-Topographisches Lexikon von Franken. 6 Bände. In: VD 18 digital - Verzeichnis der im deutschen Sprachraum erschienenen Drucke des 18. Jahrhunderts der Bayerischen Staatsbibliothek. Band 6. Verlag der Stettinischen Buchhandlung, Ulm 1799 (mdz-nbn-resolving.de).